# 因陀罗跋摩六世
因陀罗跋摩六世（Indravarman IV，？—？），占城国13世紀的国王（在位：1266年 -1287年）。

## 生平

### 早年
因陀罗跋摩之父为大王阇耶波罗密首罗跋摩（Sri Paramesvaravarman）。1249年，室利诃梨提婆出镇潘陀浪。1257年，室利诃梨提婆加封王号“室利阇耶僧诃跋摩提婆”（Sri Jaya Simhavarmadeva）。

### 统治
1266年，杀死舅舅阇耶因陀罗跋摩六世即位。闍陀罗跋摩六世国王多次进贡越南，1278年，元朝使者来占城，因陀罗跋摩6世表示服属，而被元世祖任命为荣禄大夫、封占城郡王。1280年，送返元朝使者并朝貢。占城不同意为元朝攻打爪哇让路，1282年11月，元朝设占城行省南征占城国，忽必烈的属下的指挥官唆都攻下毘闍耶港，打败了因陀罗跋摩六世，蒙古人推进到热带雨林山区被占城的游击队击败。因陀罗跋摩6世的儿子制旻築木城主導抵抗。1283年1月，元朝陳仲達、劉金破木城，制旻捨弃王都逃亡山中。因陀罗跋摩6世向元朝投降。制旻继续抵抗，1284年3月，元軍撤兵。